# دده قورقوت
الجَدّ قُرْقُود (بالتركية: Dede Korkut دده قورقوت)‏. هو أول قاص لكتاب دده قورقوت، وقد لُقب بدده في أماكن مختلفة في الكتاب، والجد أربع مرات في المقدمة. وقد مجده وقدسه الرحالة الأتراك. وهو من العالمين الجيدين لعادات وتقاليد حياة السهوب.
وتظهر اختلافات في المعلومات في المصادر التاريخية حول حياته. وتقول بعض المصادر أنه من أتراك الأوغوز من قبيلة قايى والبعض الآخر يقول أنه من قبيلة بيات. وفي كتاب صالتوق يُفيد بأن الجد قرقود يأتي من نفس نسل العثمانيين، وأن نسل العثمانيين وأتراك الأوغوز مرتبط بنسل عيسى بن إسحاق. ووفقاً للروايات الشعبية فإن الجد قرقود وُلِد من ابنة عملاق عينه براقةٌ ومضيئة.
تظهر الروايات أنه عاش قبل الإسلام، وقد عاصر الإسلام، وعاش 295 عام. ويعرف بين شعب الكازاخ بأنه رجل دين مسلم. وأنه عاش في شادر أُنشئ على الضفة الشمالية لنهر سيحون، ودفن في الضفة اليُمنى للنهر عند وفاته. وتوجد روايات تقول بأن قبر الجد قرقود في قرية بايبورت مسات في تركيا. وتنظم بلدية بايبورت كل سنة احتفال ديني دولي باسم دده قورقوت في بايبورت ويستمر ذلك الاحتفال خمسة أيام.